# Furylfuramid
Furylfuramid – organiczny związek chemiczny, pochodna nitrofuranu, powszechnie stosowana jako środek konserwujący żywność w Japonii od co najmniej 1965 roku i wycofana z rynku w 1974 roku, kiedy to stwierdzono działanie mutagenne na bakterie in vitro, co budziło podejrzenia o działanie rakotwórcze. Przypuszczenia te zostały potwierdzone później w testach przeprowadzonych na zwierzętach, gdzie stwierdzono, że furylfuramid jest przyczyną powstawania łagodnych i złośliwych guzów gruczołów mlekowych, żołądka i płuc gryzoni. Nie ma jednak wystarczających dowodów, że takie samo działanie występuje u człowieka.